# Тамара Чарторийська
Тамара Лаура Чартори́йська (ісп. Tamara Laura Maria de los Dolores Luisa Fernanda Victoria y Todos los Santos Czartoryski y Picciotto) ((23 квітня 1978, Лондон) — іспанська принцеса (княгиня), спортсменка, авторка, модель та світська особа. Походить з литовського-українського княжого роду правителів Великого князівства Литовського, Руського (Українського) і Жемантійського.
Її батько князь Адам Кароль Чорторийський є прямим нащадком Великих князів Литовських і Руських (Українських), і відповідно до закону престолонаслідування, в разі відновлення ВКЛ, має право претендувати на королівський престол на теренах України, Білорусі та Литви.
Є родичкою королів Іспанії та претендентів на корону Франції. Її бабуся Марія Бурбон-Орлеанська, принцеса Обох Сицилій, є рідною сестрою Марії Бурбон — матері короля Іспанії Хуана Карлоса І.

## Біографія
Представниця шляхетського княжого року Чорторийських. Єдина донька князя Адама Кароля Чорторийського та італійки Норі Пікото. Мати працювала в Каїрі в кіноіндустрії консультанткою зі зв'язків з громадськістю, до цього була моделлю.
Має репутацію світської леді. Займалась кінним спортом. Працювала моделлю, ведучою телепередач, акторкою в кіно.
Тамара Чарторийська є амбасадоркою фонду «Wildlife Heritage Foundation», що займається охороною довкілля.
Разом з батьком входить до «Фонду князів Чарторийських», що опікується музеєм та бібліотекою в Польщі.
Використовує династичне прізвище Бурбон, яка додала до свого імені самостійно.